# Holomelina rubricosta
Holomelina rubricosta är en fjärilsart som beskrevs av Matthias Ehrmann 1895. Holomelina rubricosta ingår i släktet Holomelina och familjen björnspinnare. Inga underarter finns listade i Catalogue of Life.